# Photinus brimleyi
Photinus brimleyi är en skalbaggsart som beskrevs av Green 1956. Photinus brimleyi ingår i släktet Photinus och familjen lysmaskar. Inga underarter finns listade i Catalogue of Life.